# Зверинец (1-й сезон)
Первый сезон американского приключенческого телесериала «Зверинец», премьера которого состоялась на американском телеканале CBS 30 июня 2015 года, а заключительная серия вышла 15 сентября 2015 года. Общее количество серий в сезоне составляет тринадцать.

## Сюжет
В центре сюжета – зоолог Джексон Оз, отвергающий общепринятые взгляды. Находясь в экспедиции в Африке, он начинает замечать странное поведение животных. Когда действия зверей становятся продуманными, скоординированными и приобретают свирепый характер, Оз приступает к поиску разгадки странной пандемии. Пока на планете ещё остались места, где человек может укрыться от агрессии братьев меньших...

## В ролях

### Основной состав
- Джеймс Уок - Джексон Оз
- Билли Бёрк - доктор Митч Морган
- Кристен Коннолли - Джейми Кэмпбелл
- Нонсо Анози - Абрахам Кеньятта
- Нора Арнезедер - Хлоя Тусоньян

## Эпизоды
| № общий | № в сезоне | Название                                                   | Режиссёр       | Автор сценария                                                 | Дата премьеры    | Произв. код | Зрители в США (млн) |
| --- | ---------- | ---------------------------------------------------------- | -------------- | -------------------------------------------------------------- | ---------------- | ----------- | ------------------- |
| 1 | 1          | «Первая кровь» «First Blood»                               | Брэд Андерсон  | Джефф Пинкнер & Скотт Розенберг & Андре Немец & Джош Аппелбаум | 30 июня 2015     | 101         | 8.18                |
| Джексон Оз находит связь между теориями своего покойного отца и таинственными нападениями животных. |            |                                                            |                |                                                                |                  |             |                     |
| 2 | 2          | «Драться или бежать» «Fight or Flight»                     | Майкл Кэтлман  | Джефф Пинкнер & Скотт Розенберг                                | 7 июля 2015      | 102         | 7.67                |
| Лучший друг Джексона, Абрахам, считает, что Львы могут убивать людей ради забавы. |            |                                                            |                |                                                                |                  |             |                     |
| 3 | 3          | «Безмолвие цикад» «The Silence of the Cicadas»             | Крис Лонг      | Денитрия Харрис-Лоуренс                                        | 14 июля 2015     | 103         | 6.56                |
| Джексон Оз и Абрахам Кеньятта летят в Японию, чтобы восстановить остальные исследования отца Оза, связанные с животными. Кроме того, Джейми убеждает Митча сопровождать её в поездке в её родной город в Луизиане, чтобы показать сенатору свои выводы о ненормальном поведении Львов зоопарка. В Париже Хлоя первой была завербована теневым агентом разведки Гаспаром Алвесом, который ищет причину странного поведения животных, и заключённый из камеры смертников бежит из тюрьмы Миссисипи после того, как злобное вторжение волков поджигает тюрьму. |            |                                                            |                |                                                                |                  |             |                     |
| 4 | 4          | «Менталитет стаи» «Pack Mentality»                         | Дэвид Гроссман | Брайан Ох                                                      | 21 июля 2015     | 104         | 6.69                |
| Джексон, Джейми и Хлоя отправляются в Миссисипи, чтобы расследовать пожар в тюрьме, а Абрахам и Митч отправляются на север, чтобы ловить и изучать волков. |            |                                                            |                |                                                                |                  |             |                     |
| 5 | 5          | «Во всём виноват Лео» «Blame It on Leo»                    | Стив Эделсон   | Джей Фербер                                                    | 28 июля 2015     | 105         | 7.09                |
| Джексон, Джейми и агент Шаффер ищут химика в Алабаме, у которого есть доказательства роли Reiden Global в растущей проблеме животных. Тем временем Хлоя, Митч и Абрахам летят в Рио-де-Жанейро, чтобы отложить план местного правительства по массовому уничтожению летучих мышей и выступить против безжалостного наркобарона. |            |                                                            |                |                                                                |                  |             |                     |
| 6 | 6          | «Вот как это звучит» «This is What It Sounds Like»         | Дэвид Соломон  | Карла Кетнер                                                   | 4 августа 2015   | 106         | 5.95                |
| Абрахам работает, чтобы спасти Хлою и Митча от наркобарона; Джексон и Джейми продолжают работать с агентом Шаффером в поисках Эвана ли Хартли и материнской ячейки после того, как Лео погиб в аварии. |            |                                                            |                |                                                                |                  |             |                     |
| 7 | 7          | «Cыщик» «Sleuths»                                          | Дин Уайт       | Денитрия Харрис-Лоуренс                                        | 11 августа 2015  | 107         | 6.69                |
| 8 | 8          | «Сыр стоит особняком» «The Cheese Stands Alone»            | Эрик Ланёвилль | Джей Фербер & Скотт Розенберг                                  | 18 августа 2015  | 108         | 5.85                |
| 9 | 9          | «Бормотание» «Murmuration»                                 | Майкл Кэтлман  | Брайан Ох                                                      | 25 августа 2015  | 109         | 6.18                |
| 10 | 10         | «Эмоциональное заражение» «Emotional Contagion»            | Кристина Мур   | Джей Фербер                                                    | 1 сентября 2015  | 110         | 6.02                |
| 11 | 11         | «Ест, стреляет и оставляет» «Eats, Shoots and Leaves»      | Зетна Фуэнтес  | Ребекка Ф. Смит                                                | 8 сентября 2015  | 111         | 5.73                |
| 12 | 12         | «Дикие твари» «Wild Things»                                | Джон Полсон    | Карла Кетнер                                                   | 8 сентября 2015  | 112         | 5.73                |
| 13 | 13         | «Этот огромный холм надежды» «That Great Big Hill of Hope» | Майкл Кэтлман  | Джефф Пинкнер & Скотт Розенберг                                | 15 сентября 2015 | 113         | 4.81                |